# Valarie Allman
Pour les articles homonymes, voir Allman.
Valarie Carolyn Allman (née le 23 février 1995 à Newark dans le Delaware) est une athlète américaine spécialiste du lancer du disque, championne olympique à Tokyo en 2021 et Paris 2024 et vice-championne du monde à Budapest en 2023.

## Biographie
Valarie Allman gagne la médaille d'argent aux championnats du monde juniors de 2014 et aux championnats du monde universitaires de 2017. Elle est éliminée dès les qualifications lors des championnats du monde 2017.
L'Américaine décroche son premier titre national à l'occasion des championnats des États-Unis 2018. Cette même année, elle se classe troisième de la coupe du monde d'athlétisme à Londres, et deuxième des Championnats d'Amérique du Nord, d'Amérique centrale et des Caraïbes (NACAC).
Conservant son titre lors des championnats des États-Unis 2019, elle termine 7e des championnats du monde de Doha avec la marque de 61,82 m.
Le 1er août 2020 à Rathdrum, elle dépasse pour la première fois le cap des 70 mètres en lançant à 70,15 m, nouveau record des États-Unis.
Le 12 avril 2025, la championne olympique Valarie Allman a réalisé un jet stratosphérique à 73,52 m samedi à Ramona (USA), lors de l'Oklahoma Throws Series. L'Américaine devient la cinquième meilleure performeuse de tous les temps, avec le meilleur lancer réalisé depuis 1989.

### Championne olympique à Tokyo (2021)
En 2021, elle s'impose lors des sélections olympiques américaines en établissant un nouveau record des championnats des États-Unis avec 69,92 m. Le 2 août 2021, elle est couronnée championne olympiqe du disque à Tokyo en effectuant sa meilleure marque du concours à son premier essai (68,98 m), détrônant ainsi la double tenante du titre croate Sandra Perković. En fin de saison, au meeting ISTAF de Berlin, elle réalise la meilleure performance mondiale de l'année, avec 71,16 m, en battant le record NACAC détenu depuis 1992 par la Cubaine Hilda Ramos.

### Médailles mondiales à Eugene et Budapest (2022-2023)
En 2022, Allman améliore son record continental lors du Triton Invitational de La Jolla grâce à un lancer à 71,46 m. Elle se pare de bronze lors des championnats du monde 2022 à Eugene, devancée par la Chinoise Feng Bin et Sandra Perković. Lors des Mondiaux de Budapest en 2023, l'Américaine grimpe d'une marche sur le podium en finissant deuxième de la finale derrière sa compatriote Laulauga Tausaga, laquelle a explosé son record personnel de 4,03 m pour s'emparer de l'or.

## Palmarès

### International
| Date | Compétition                   | Lieu             | Résultat | Marque  |
| ---- | ----------------------------- | ---------------- | -------- | ------- |
| 2014 | Championnats du monde juniors | Eugene           | 2e       | 56,75 m |
| 2015 | Universiade                   | Gwangju          | 5e       | 55,68 m |
| 2017 | Universiade                   | Taipei           | 2e       | 58,36 m |
| 2018 | Coupe du monde                | Londres          | 3e       | 61,10 m |
| 2018 | Championnats NACAC            | Toronto          | 2e       | 59,67 m |
| 2019 | Championnats du monde         | Doha             | 7e       | 61,82 m |
| 2021 | Jeux olympiques               | Tokyo            | 1re      | 69,98 m |
| 2021 | Ligue de diamant              | Ligue de diamant | 1re      |         |
| 2022 | Championnats du monde         | Eugene           | 3e       | 68,30 m |
| 2022 | Ligue de diamant              | Ligue de diamant | 1re      |         |
| 2023 | Championnats du monde         | Budapest         | 2e       | 69,23 m |
| 2023 | Ligue de diamant              | Ligue de diamant | 1re      | 68,66 m |
| 2024 | Jeux olympiques               | Paris            | 1re      | 69,50 m |

### National
- Championnats des États-Unis d'athlétisme
  - vainqueur en 2018, 2019, 2021, 2022, 2023, 2024

## Records
| Épreuve          | Marque       | Lieu   | Date          |
| ---------------- | ------------ | ------ | ------------- |
| Lancer du disque | 73,52 m (AR) | Ramona | 12 avril 2025 |